# Јохан Церклас Тили
Јохан Церклас фон Тили (фебруар 1559—30. април 1632) је био војсковођа, који је командовао снагама Светог римског царства током Тридесетогодишњег рата. Био је један од два главна команданта снага Светог римског царства. Углавном је командовао снагама Католичког савеза. У рату је остварио серију победа против протестантских снага у Бохемији и Немачкој, а после и у Данској. Међутим касније је поражен од војске, коју је предводио шведски краљ Густав II Адолф.

## Ране године
Рођен је у замку Тили, близу Нивела, у данашњој Белгији, а тада Шпанској Низоземској. Рођен је у католичкој породици, а после језуитске школе у Келну одлази у шпанску војску са 15 година и бори се против холандских снага, које су се побуниле током Осамдесетогодишњег рата. Учествовао је у успешној опсади Антверпена 1585. године.
После тога учествује 1600. као плаћеник у рату против Турака у Мађарској и Трансилванији. Брзим унапређењима постаје маршал за 5 година.

## Рат у Бохемији
Постао је 1610. командант Католичког савеза, који је био под политичким водством Максимилијана I Баварског. Своје војнике је тренирао шпанском терцио систему, по коме су мушкетире подржавали редови копљаника. Са 25.000 војника постигао је значајне победе током 
Тридесетогодишњег рата против Фридриха V Палатинског.
Постиже и одлучну победу у бици код Биле Хоре 8. новембра 1620. године. Његова војска је била добро истренирана, тако да су само за два сата борбе пробили непријатељске линије. Половина непријатељске војске је била убијена или заробљена, а губици католичке војске су били само око 700 људи. После битке Праг је пао у року од неколико дана.

## Рат у Немачкој
Кренуо је западно, у Немачку и поражен је у бици код Минголсхајма 27. априла 1622. године. После тога удружује се са чувеним шпанским генералом Гонзало де Кордобом. Заједнички побеђују у бици код Вимфена и бици код Хехста. Хајделберг заузимају 19. септембра 1622. након 11 седмица опсаде.
Кристијан Брунсвик је био поражен код Хехста, али поново је скупио војску од 15.000 војника. Фон Тили побеђује и ту војску у бици код Штатлона. Непријатељска војска је изгубила 13.000 војника и 50 високих официра. После тога готово је окончан сваки отпор у Немачкој, а Бохемија се потпуно предаје 1623.
У рат улази 1625. дански краљ Кристијан IV Дански, да би заштитио протестантизам у Немачкој, а и да би имао углед као главни вођа северне Европе. Фон Тили се борио са Данцима у бици код Лутера 26. августа 1626. године. Високо дисциплинована католичка пешадија је пробила непријатељске линије, уништавајући пола данске војске. Због тих победа и победа, које је остварио Албрехт фон Валенштајн, Данска је била принуђена да тражи мир. Склопљен је споразум у Либеку и Данска се повукла из рата.
Баланс снага у Европи је био нарушен, па у рат 1630. улази Шведска под водством бриљантног краља и војсковође Густава II Адолфа. Густав Адолф је пре тога у ратовима са Пољском покушавао да стекне доминацију над Балтиком. Густав Адолф је прозван оцем модерног ратовања. Многе његове иновације су постепено уведене у ратовање.

## Масакр у Магдебургу
Док је Густав Адолф био у Берлину и покушавао да прави савезе са вођама северне Немачке, дотле је Јохан Церклас фон Тили опседао Магдебург, који је обећао да ће помоћи Шведску. Опсада је почела 20. марта 1631. године. Опсадом је командовао Готфрид Папенхајм, а фон Тили је ратовао другде. После два месеца опсаде и након што је Франкфурт на Одри пао у руке Швеђана, Папенхајм је успeо да убеди фон Тилија да му пошаље појачања за напад на град. Са 40.000 војника започели су напад 20. маја 1631. године.
Након освајања града војници убијају 25.000 до 30.000 становника Магдебурга, а град је потпуно спаљен.

## Рат против Швеђана
После Магдебурга Јохан Церклас фон Тили сукобљава се са Густавом Адолфом близу Лајпцига у бици код Брајтенфелда 17. септембра 1631. године. У бици је Густав Адолф успио да вештим маневрима надмудри фон Тилија. Јохан Церклас фон Тили је изгубио 13.000 војника у тој бици. Шведско маневрисање и прецизна брза артиљеријска паљба натерала је Тилијеву војску у панику и бег.
Швеђани после тога свуда напредују. Јохан Церклас фон Тили је рањен док је покушавао да спречи да Швеђани пређу у Баварску преко реке Лех.
Умро је од тетануса 15 дана касније у Инголштату 30. априла 1632. године.